# Isthmiade planifrons
Isthmiade planifrons là một loài bọ cánh cứng trong họ Cerambycidae.